# Klaus Hopfensperger
Klaus Hopfensperger (* 18. Januar 1981 in Regensburg) ist ein ehemaliger deutscher Baseballspieler. Hopfensperger spielte von 1996 bis 2010 für die Buchbinder Legionäre Regensburg in der Baseball-Bundesliga. Als Nationalspieler nahm er an einer Olympiaqualifikation, fünf Europameisterschaften und der Weltmeisterschaft 2007 teil.

## Leben
Klaus Hopfensperger begann mit 12 Jahren das Baseballspielen bei den Regensburg Legionären. Bereits im Alter von 15 Jahren trat er 1996 erstmals für die Legionäre in der Baseball-Bundesliga an. In 15 Jahren bestritt der Right Fielder 441 Bundesligaspiele für Regensburg. Mit einem Schlagdurchschnitt von .367, 540 Hits und 68 Homeruns gehörte er zu den besten deutschen Baseballspielern seiner Zeit.
Von 1997 bis 2010 trug Hopfensperger das Trikot der deutschen Nationalmannschaft. Für Deutschland nahm er an den Europameisterschaften 2001, 2003, 2005, 2007 und 2010 teil. Er spielte bei der Baseball WM 2007 und der Olympiaqualifikation 2008 (beide in Taiwan).
Im März 2011 beendete Klaus Hopfensperger seine Spielerkarriere. Am 20. September 2015 ehrten ihn die Buchbinder Legionäre, indem sie seine Rückennummer 24 zur Retired Number erklärten. Sie wird künftig an keinen anderen Spieler vergeben.
Hopfensperger studierte Lehramt für Realschule. Mit seiner Familie lebt er in München, wo er Geschäftsführer eines bilingualen Montessori-Kindergartens ist.

## Sportliche Erfolge
Klaus Hopfensperger wurde 2008 und 2010 mit den Buchbinder Legionären Deutscher Baseballmeister, 1997 und 2002–2006 Pokalsieger. In den Playoffs der Saison 2010 wurde ihm die Auszeichnung als Most Valuable Player verliehen, 2006 wurde er als Best Batter der 1. Baseball-Bundesliga Süd ausgezeichnet. Mit der Nationalmannschaft gewann er bei der Europameisterschaft 2010 in Stuttgart die Bronzemedaille. Hopfensperger blieb auch nach seinem Karriereende der erfolgreichste Spieler in der Vereinsgeschichte der Legionäre. Er hält zahlreiche Vereinsrekorde, darunter 540 Hits, 390 RBIs und 68 Homeruns (Stand September 2015).

## Weblink
- DBV onlinestats (unvollständig) Deutscher Baseball- und Softballverband, abgerufen am 23. September 2015